# Mandir

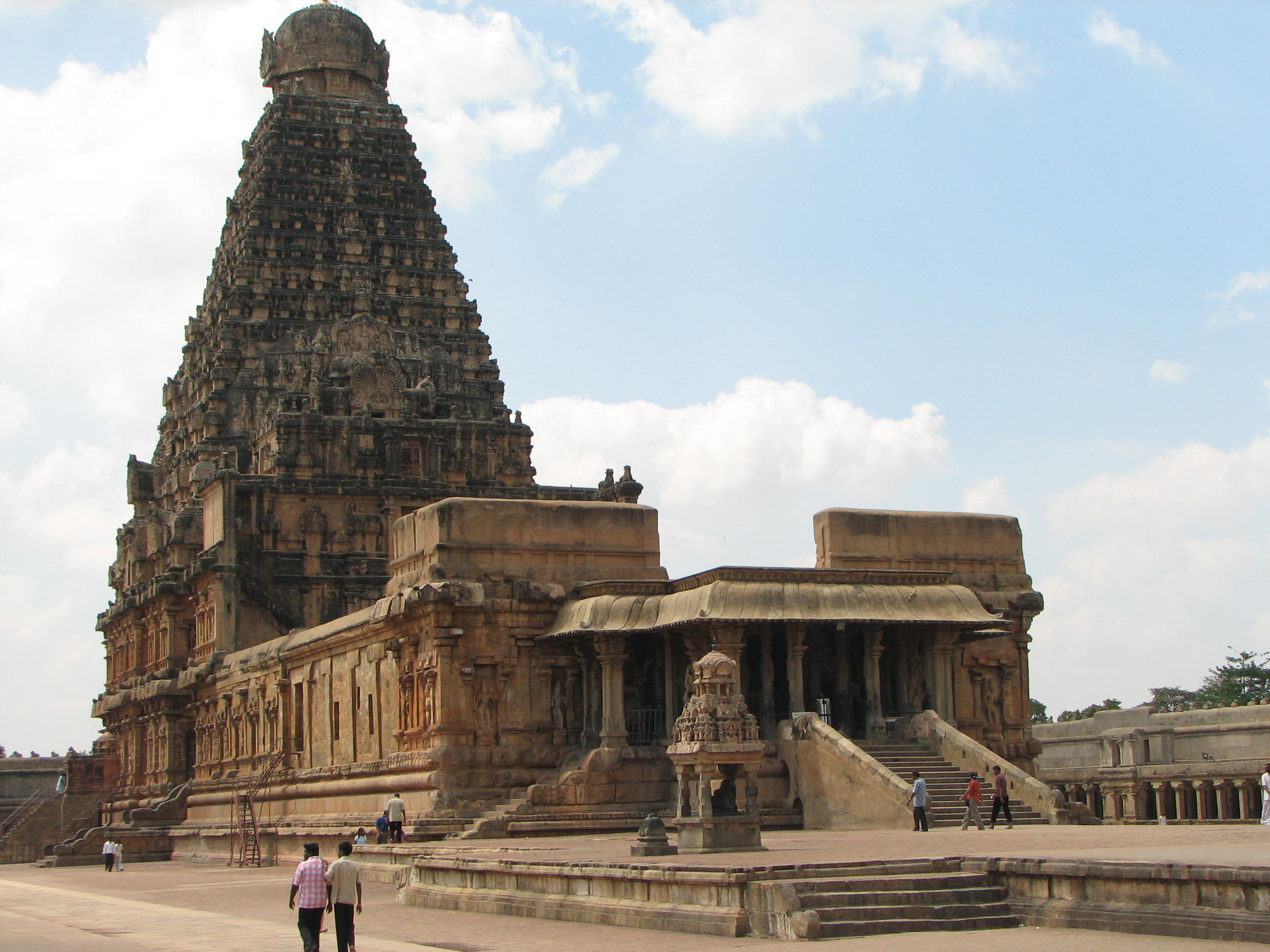
Exemple de Mandir

Un mandir és un temple de la religió hinduista. Segons la regió, també es pot dir deval, deula, mondir, kovil, devalayam o devasthanam.
Els més antics que es conserven són dels segles IV i V.
Són la llar d'una divinitat, de la mateixa manera que a altres religions, com a Mesopotàmia o la Grècia antiga, però en el cas del hinduisme es tracta d'una concepció mitjançant la qual es vol unificar la divinitat amb els devots mitjançant el simbolisme.

## Simbolisme
Com que es consideraven com la llar d'un déu, cada temple estava ple d'escultures que representaven la divinitat a la qual feia honor el temple, tot i que podia estar dedicat a una divinitat principal i diverses de secundàries. Aquestes escultures es denominaven “murtis”.
Es important, a més a més, del simbolisme de la pròpia estructura i la seva decoració, que la situació de l'estructura també estava dotada d'una simbologia a causa que es trobaven sempre en punts on predominava la natura en una forma exuberant, com una cascada, una cova, un riu o el cim d'una muntanya. Això es devia al fet que consideraven que les divinitats estaven molt presents i molt relacionades amb la natura, i que es presentaven només a espais naturals.
Cal tenir en compte que una construcció hindú no segueix cap tradició eclesiàstica, és a dir, no existeix cap autoritat que dirigeixi les exigències exactes que han de seguir o que censuri certs aspectes. Es tracta més aviat d'una filosofia de vida basada en textos sagrats com els Vedes o els Upanishads, tot i que aquests es poden interpretar i per això es poden trobar diferencies segon la zona on s'hagi construït el temple.
A més, els temples mostren aquest model individual d'interpretació de la religió, per això l'estructura interior té cambres individuals que permeten la realització del culte a la manera pròpia de cadascú.
De fet, incorporen una paraula per designar els diferents camins que poden seguir els devots: es tracta del mot “darsana”, que enmarca escoles tals com Nyana, Vaisesika, Ioga, Vedanta, Mimamsa o Sankhya.

## Estructura
L'estructura principal del temple es feia mitjançant la superposició de cercles o quadrats a la seva planta. Aquests tenen origen als textos antics com els Vedes o els Upanishads, que dictaven els processos constructius, els rituals a seguir, els simbolismes geomètrics, etc. i representen la relació i similitud entre el macrocosmos i el microcosmos. Es tracta d'una simbologia molt recurrent ja que volen representar tots els elements de la realitat que ells entenien. Dins d'un temple hindú es representava la completa existència del mon, les coses bones i les dolentes, el bé i el mal.

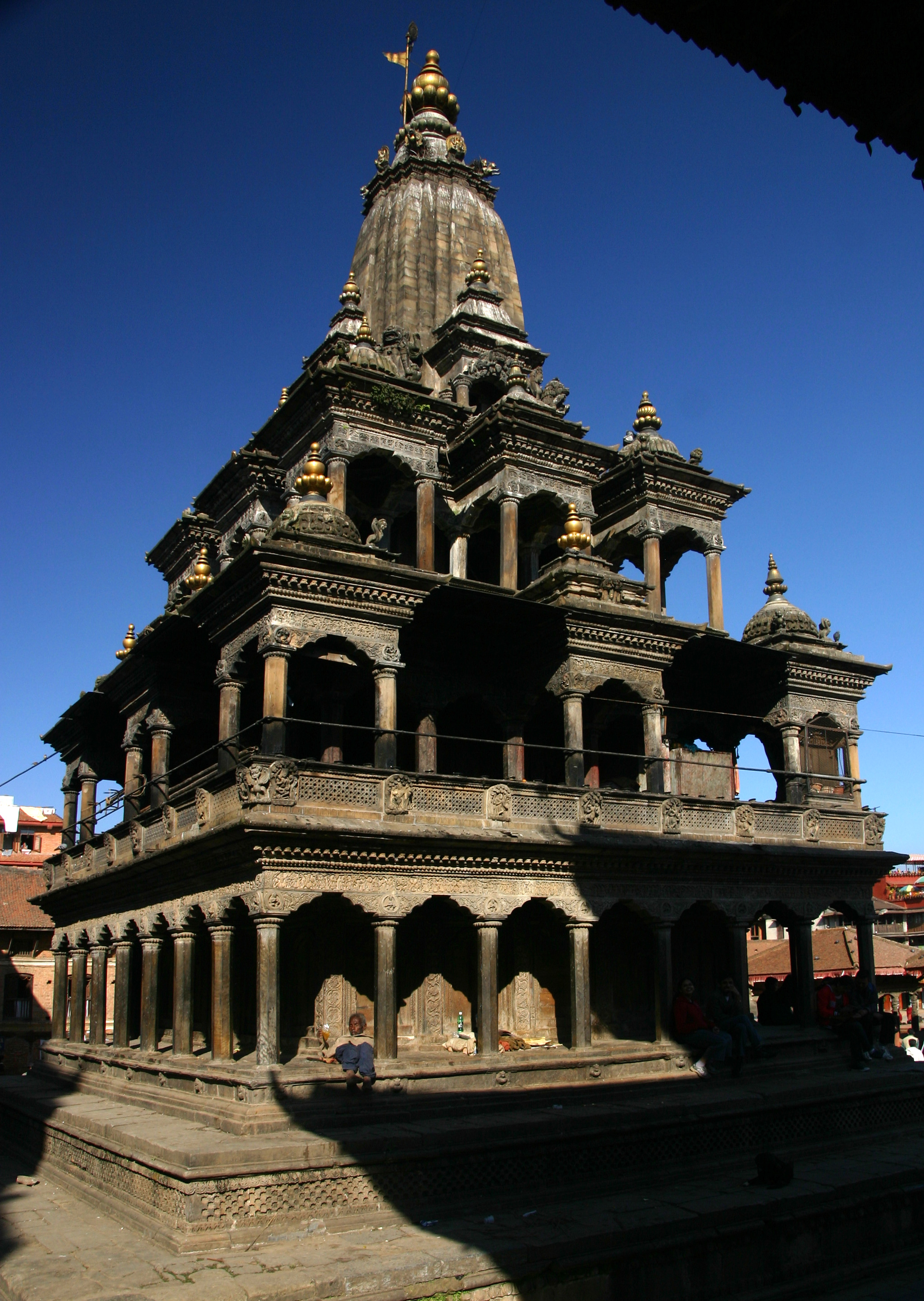
Patan Krishna Mandir

Cal destacar que generalment es donen dues formes bàsiques per la construcció d'un temple. Per una banda, poden seguir el model d'una casa i, per altra banda, poden seguir el model d'un palau.
Si es construeixen amb la intenció de que siguin una casa, es preveuen com un refugi, simplement com l'habitacle de la divinitat, el lloc on la divinitat i els devots es poden reunir, el lloc on es pot visitar a la divinitat. Mentre que si es tracta d'una concepció com a palau incorporen una arquitectura més monumental i una decoració més elaborada.
El temple hindú, mitjançant la seva estructura, vol mostrar una comunió de les arts i els ideals i valors de la religió, explicats a la llei del dharma, i també la filosofia de vida que defensen. És, aleshores, una síntesis de tot el que representa l'hinduisme en una mateixa estructura. A més se servien de l'astronomia per cercar un simbolisme entre les divinitats i l'estructura del temple.
L'arquitectura del temple s'articula mitjançant una terrassa elevada i oberta que mostra el pas d'allò profà a allò sagrat. Els temples més antics tenien entrades monumentals que estaven decorades amb molt de detallisme i sense porta. Aquesta absència de porta reflectia la filosofia hindú, la qual no creia en una separació o prohibició per separar allò profà d'allò sagrat, però si marcar-ne la diferència.
Els murs es decoraven amb figures geomètriques i estaven oberts per tots els costats amb l'única excepció de l'espai interior, el qual només posseïa una obertura pel “darsana”.

## Funcions del temple
Els temples hindús tenien una funció religiosa i també una funció com a punt de reunió o nucli al qual es desenvolupaven activitats socials, econòmiques i artístiques. De fet, eren llocs administratius on es disputaven drets i obligacions de les terres, és a dir, desenvolupament del regadiu, recuperació de parcel·les, etc. Tot això gràcies als donatius que els devots feien anomenats “melvarum”.
Aquestes donacions provenien de tota la població i servien també per ajudar els pobres. Tant els reis com els sacerdots feien els seus donatius fins al punt que els temples situats a les ciutats més importants aconseguien reunir grans quantitats d'or i tresors.

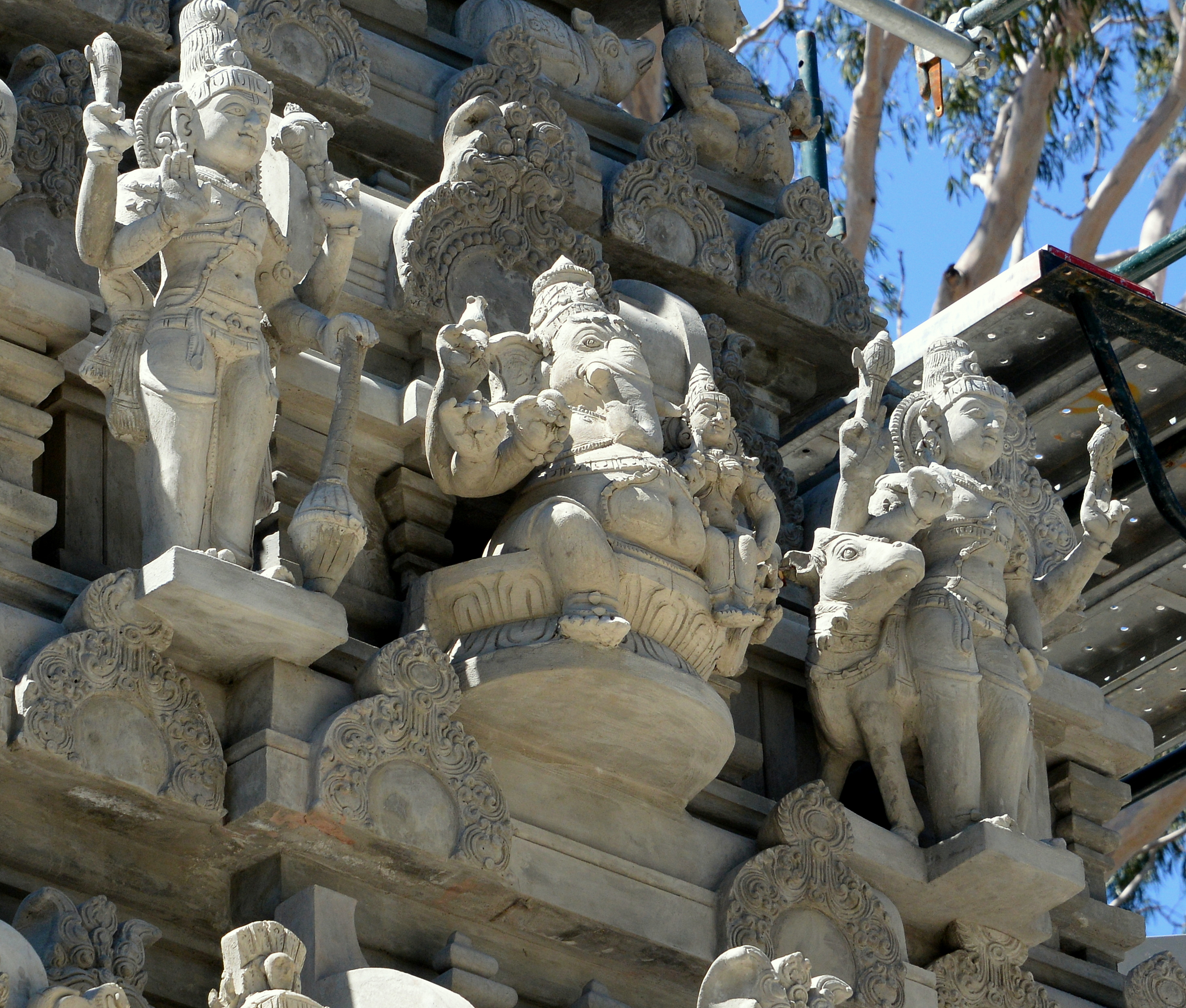
Temple Sri Karphaga Vinayakar (Homebush, Sydney).

D'altra banda també eren centres on es preservaven manuscrits antics i textos sagrats, molts d'ells utilitzats per transmetre coneixements i mantenir-los. De la mateixa manera que als monestirs cristians, es copiaven textos i es difonien arreu del territori. Aquestes biblioteques es coneixien amb el nom de “Sarasvati-bhandara”.
A més a més, a prop dels temples podien desenvolupar-se escoles, que s'anomenaven “Ghatikas” o Mathas” i estudiaven generalment els textos i la gramàtica antiga que es preserva als temples, és a dir, la filosofia o religió hinduista. Però no es concebien com les escoles d'avui dia en el sentit de només impartien coneixements als alumnes, sinó que també s'hi celebraven debats i competicions esportives.
Al voltant del segle X, els temples hindús també van adquirir un rol d'hospitals i menjadors comunitaris, de manera que els religiosos cuidaven i alimentaven els pacients que ho necessitaven. Hi ha casos en què els temples van arribar a tenir una estructura adossada que servia d'hospital equipada amb cambres pels pacients.